# Cpuburn
 (mars 2023).
Si vous disposez d'ouvrages ou d'articles de référence ou si vous connaissez des sites web de qualité traitant du thème abordé ici, merci de compléter l'article en donnant les références utiles à sa vérifiabilité et en les liant à la section « Notes et références ».
 (mars 2023).
CpuBurn est une suite de logiciels conçu pour appliquer une forte charge processeur. Il est écrit en assembleur pour les processeurs compatibles Intel x86.
Il permet d'utiliser à son maximum le processeur pour tester sa fiabilité, par exemple après un overclocking. Ce programme pousse à bout le système de ventilation d'un ordinateur et peut provoquer des avaries.